# 3 Words (singolo)
3 Words è un singolo della cantante britannica Cheryl, secondo estratto dall'album di debutto omonimo. È una collaborazione della cantante con will.i.am, che ha curato anche la produzione e la scrittura della canzone, di cui sono autori anche George Pajon e la cantante stessa.
Il CD singolo include anche la b-side Boys, canzone scritta dalla cantante Emeli Sandé.
Il singolo è stato pubblicato a partire dal 18 dicembre 2009 dalle etichette discografiche Fascination, Polydor e Universal in diverse nazioni e ha segnato il debutto della cantante in Italia. In Italia il pezzo ha ottenuto un grande successo raggiungendo la numero 7 nella classifica FIMI. Le vendite del singolo nel Regno Unito ammontano a più di 300.000.

## Video
Il video musicale è ambientato in una stanza chiusa, arredata con busti di divinità greche e munita di una sola finestra rossa. Le riprese sono state effettuate dal regista Vincent Haycock nell'ottobre 2009. Una telecamera sorvola la stanza, inquadrando un gruppo di persone seminude distese sul pavimento, tra le quali la cantante stessa, l'unica ad avere gli occhi aperti e ad essere interamente vestita. Una seconda telecamera riprende will.i.am, seduto in un altro punto della stanza che accompagna nel canto Cheryl

## Tracce e formati
Digital download
1. 3 Words (radio edit) — 4:04

CD single
1. 3 Words (radio edit) — 4:04
2. Boys (S. Khan, E. Sande, J. Murray, M. Omer; produced by Fraser T. Smith) — 3:41

Download bundle
1. 3 Words (radio edit) — 4:04
2. 3 Words (Steve Angello Extended Re-Production) — 5:42
3. 3 Words (Doman & Gooding I Love You Remix) — 6:27
4. 3 Words (Geeneus-Rinse FM Main Mix) — 6:02

Versioni ufficiali
- 3 Words (album version) — 4:33
- 3 Words (radio edit) — 4:04
- 3 Words (Darren Styles Remix) — 6:20
- 3 Words (Doman & Gooding I Love You Edit) — 3:00
- 3 Words (Doman & Gooding I Love You Remix) — 6:27
- 3 Words (Doman & Gooding I Love You Dub) — 7:07
- 3 Words (Geeneus-Rinse FM Main Mix) — 6:02
- 3 Words (Geeneus-Rinse FM Radio Dub Edit) — 3:33
- 3 Words (Loft Brothers Mix) — 7:46
- 3 Words (Steve Angello Radio Re-Production) — 4:00
- 3 Words (Steve Angello Extended Re-Production) — 5:42

## Classifiche
| Classifica (2009/2010) | Posizione massima |
| ---------------------- | ----------------- |
| Australia              | 5                 |
| Austria                | 56                |
| Europa                 | 14                |
| Irlanda                | 7                 |
| Italia                 | 7                 |
| Paesi Bassi            | 20                |
| Regno Unito            | 4                 |
| Slovacchia             | 44                |
| Ungheria               | 5                 |

## Date di pubblicazione
| Paese       | Data             | Formati                       | Etichetta           | Catalogo |
| ----------- | ---------------- | ----------------------------- | ------------------- | -------- |
| Irlanda     | 18 dicembre 2009 | Digital download, CD singolo  | Polydor Records     | 2729724  |
| Italia      | 18 dicembre 2009 | Airplay                       | Universal Music     |          |
| Italia      | 8 gennaio 2010   | Download digitale             | Universal Music     |          |
| Regno Unito | 20 dicembre 2009 | Download digitale             | Fascination Records | 2729724  |
| Regno Unito | 21 dicembre 2009 | CD singolo                    | Fascination Records | 2729724  |
| Australia   | 28 dicembre 2009 | Download digitale, CD singolo | Polydor Records     |          |